# Aléa technologique
Un aléa technologique, est la probabilité qu'un phénomène dangereux, d'origine au moins en grande partie anthropique technique (mouvements de terrain induits par des activités humaines, émissions ou explosion de gaz de mine, rayonnements, feux de terrils, instabilité de digues à résidus, inondation...), menace ou affecte une zone donnée en y produisant des effets d'une intensité physique ou chimique définie. C'est donc l'estimation de la réalisation de ce processus.
L'évaluation de l'aléa (intensité, fréquence) en un lieu donné ne dépend aucunement des dégâts éventuels (victimes, destruction d'infrastructures, d'éléments naturels) ni des conséquences économiques possibles. Des exemples comme celui de la catastrophe de Fukushima (Genpatsu-shinsai) montrent l'utilité de croiser plusieurs aléas pouvant survenir au même moment ou en série, via une approche multi-risque, notamment en milieu urbain ou périurbain.

## Définition
La stratégie internationale de prévention des catastrophes des Nations unies (en) (UNISDR) définit les aléas technologiques comme la « possibilité d'accidents industriels ou technologiques découlant de pratiques risquées, de défauts d'infrastructure ou de certaines activités humaines, susceptible de provoquer des pertes en vies humaines, des blessures, maladies ou autre impact sur la santé, des dégâts matériels, la perte des moyens de subsistance et des services, des perturbations sociales et économiques ou une dégradation environnementale ». L'UNISDR précise que les aléas technologiques comprennent entre autres la pollution industrielle, les radiations nucléaires, les déchets toxiques, les ruptures de barrages, les accidents de transport, les explosions d'usines, les incendies et les déversements de produits chimiques mais peuvent aussi découler de l'impact d'un aléa naturel.

## Enjeux
Ce concept est important dans le domaine de la prévention des risques technologiques, l'étude, la hiérarchisation et la gestion des risques majeurs, notamment dans le contexte de l'aménagement du territoire. Le fait d'identifier les risques et dangers et les facteurs amplificateurs et réducteurs des risques permet souvent de diminuer l'expression du risque.

## En France
En France, à la suite de l'explosion de l'usine AZF de Toulouse le 21 septembre 2001, l'obligation d'établir des plans de prévention des risques technologiques (PPRT) a été créée en 2003 par la « loi Risques » (du 30 juillet 2003), et ensuite précisée par un décret en 2005 , qui introduisent dans le droit la notion « d' aléa technologique ».
Selon une mise à jour des statistiques par le Barpi en 2015, en France où coexisent en 2015 environ 40 000 installations classées soumises à autorisation, devant toutes fournir à l'administration au moins une étude de dangers, 30 % des accidents industriels ont porté atteinte à l'environnement. Parmi les accidents qui ont marqué la société française pour leurs conséquences sur l'environnement on peut citer :
- la perte par la raffinerie de Donges de 478 tonnes de fioul lourd dans l'estuaire de la Loire ;
- le rejet de 5400 m³ de pétrole brut en zone Natura 2000 dans la plaine de la Crau à la suite d'une rupture de canalisation ;
- l'incendie de l'usine Lubrizol à Rouen le 26 septembre 2019.

Pour limiter les occurrences de tels accidents, l'Ineris a mis à disposition des industriels en 2015 un outil les aidant à (s'ils le souhaitent) mieux intégrer l'atteinte à l'environnement dans leur démarche d'étude et prévention des risques, via notamment l'attribution d'un « niveau de gravité environnementale » aux scénarios d'accidents pour prioriser et affiner les stratégies de réduction des risques. 
L'industriel est invité à produire des scénarios d'accidents possibles, avec pour chacun « la liste des substances concernées selon leur classe de danger, les éléments déclencheurs, les modes de transfert des substances et les cibles pouvant être affectées ». Sur cette base, il peut associer chacun de ces scénarios à un score de gravité environnementale (sur une échelle de 0 à 5) selon des critères croisant la dangerosité des substances et la vulnérabilité et importance environnementale des cibles potentiellement touchées. Chaque scénario obtient deux notes (de zéro à 25) pour l'« atteinte aux écosystèmes » et pour l'atteinte aux ressources naturelles. Cet outil sera amélioré au vu des retours d'expériences issus de son utilisation.

## Liste d'aléas technologiques
- Chimie : Explosion, Pollution
- Nucléaire : Contamination radioactive, Accident nucléaire
- Industriel : Effondrement minier
- Marée noire
- Nuisance

## Caractérisation

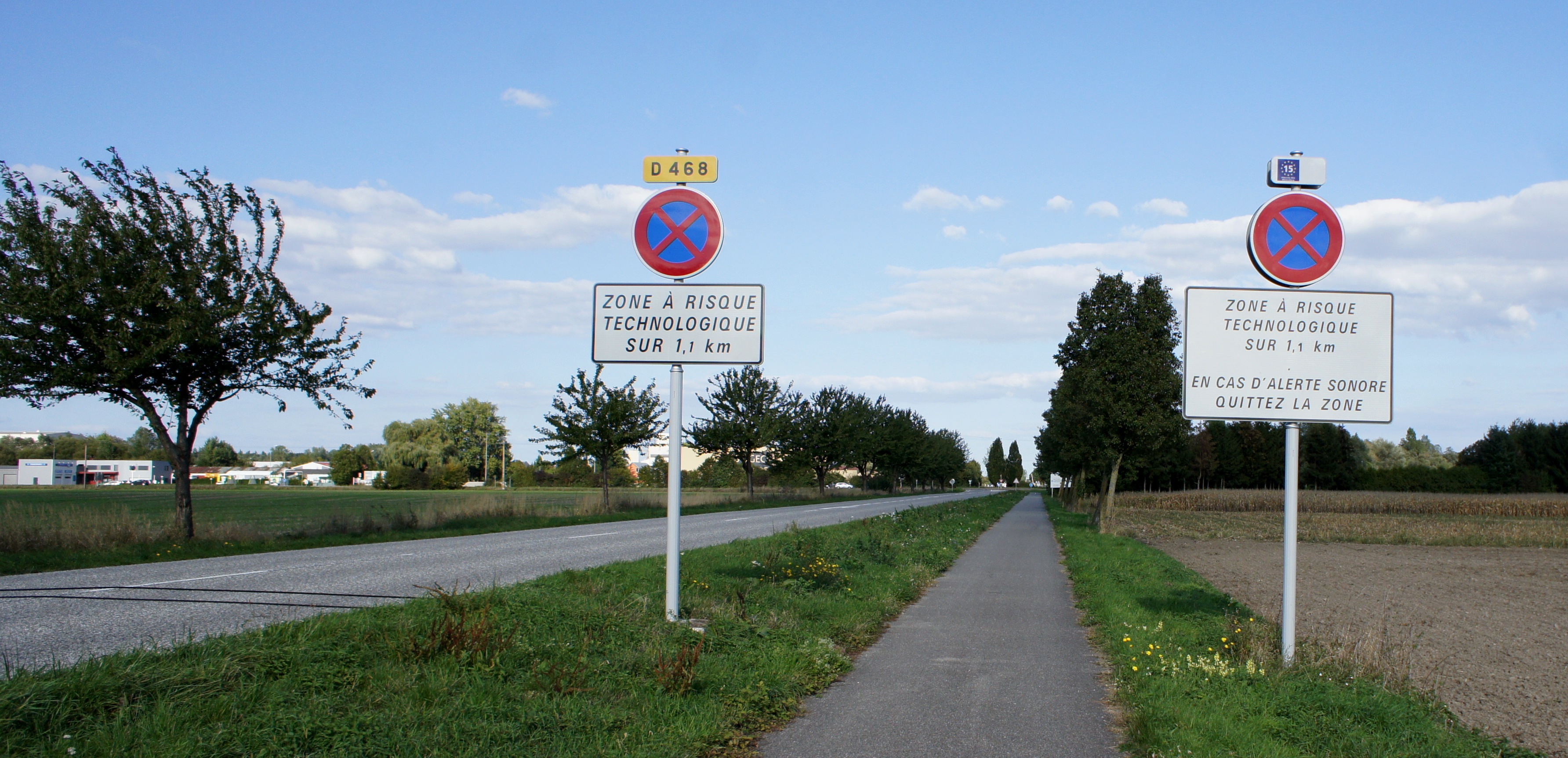
Panneau routier indiquant l'entrée d'une zone à risque à Drusenheim en Alsace

1. Récapitulatif de toutes les sources de danger ;
2. Établissement des seuils de danger propres à chaque source ;
3. Identification zonée des niveaux d'intensité propres à chaque source, au-delà de son seuil de danger ; Répartition possible en Faible / Irréversible / Grave / Très grave.
4. Cumul par secteur des probabilités de niveaux d'intensité ; Répartition possible en Faible / Moyen / Fort / Très fort.
5. Établissement d'une carte d'aléa technologique.